# Carlos Casagemas
Carlos Casagemas Coll (Barcellona, 27 settembre 1880 – Parigi, 17 febbraio 1901) è stato un pittore e poeta spagnolo, noto soprattutto per la sua amicizia con Pablo Picasso.
Il suicidio di Casagemas colpì molto Picasso e lo influenzò nella realizzazione delle sue opere, dando origine a quello che è stato poi definito il periodo blu.

## Biografia
Picasso e Casagemas si incontrarono per la prima volta al bar Els Quatre Gats di Barcellona. Nel 1901 i due amici si trasferirono da Barcellona a Parigi.
Casagemas si sparò a causa di un amore non corrisposto per Germaine Pichot, la quale fu in seguito uno dei personaggi raffigurati in Les Demoiselles d'Avignon di Picasso.